# Acmaeoderopsis
Acmaeoderopsis  (лат.) — род американских жуков-златок из подсемейства Polycestinae.

## Распространение
Неарктика: Мексика, США.

## Систематика
Род был выделен в 1974 году на основании нескольких видов, ранее включаемых в состав рода Acmaeodera. В настоящее время включает более 10 видов:
- Acmaeoderopsis chisosensis (Knull, 1952)
- Acmaeoderopsis guttifera (LeConte, 1859)
- Acmaeoderopsis hassayampae (Knull, 1961)
- Acmaeoderopsis hualpaiana (Knull, 1952)
- Acmaeoderopsis hulli (Knull, 1928)
- Acmaeoderopsis jaguarina (Knull, 1938)
- Acmaeoderopsis junki  (Théry, 1929) typus (=Acmaeodera junki)
  - Acmaeoderopsis junki junki  (Théry, 1929)
  - Acmaeoderopsis junki peninsularis  (Barr, 1972)
- Acmaeoderopsis paravaripilis  (Barr, 1972)
- Acmaeoderopsis prosopis  Davidson, 2006
- Acmaeoderopsis rockefelleri  (Cazier, 1951)
- Acmaeoderopsis vaga  (Barr, 1972)
- Acmaeoderopsis varipilis  (Van Dyke, 1934)
- Acmaeoderopsis westcotti  (Barr, 1972)